# Апанавичюте, Гражина Прановна
Гражи́на Пра́новна Апанавичю́те (лит. Gražina Apanavičiūtė; 5 апреля 1940, Кибартай, Литва — 3 октября 2019, Вильнюс, Литва) — советская и литовская певица (сопрано). Сестра композитора Альгимантаса Апанавичюса.

## Биография
В 1969 году окончила Литовскую консерваторию по классу вокала у Александры Сташкевичюте и С. Вайджюнайте. В 1968—1991 годах — солистка Литовского театра оперы и балета. Выступала как концертирующая певица, принимала участие в исполнении вокально-симфонических произведений. Гастролировала за рубежом. С 1991 года жила в США.

## Партии
- «Демон» Антона Рубинштейна — Тамара
- «Князь Игорь» Александра Бородина — Ярославна
- «Фауст» Шарля Гуно — Маргарита
- «Дон Карлос» Джузеппе Верди — Елизавета
- «Аида» Джузеппе Верди — Аида
- «Тоска» Джакомо Пуччини — Тоска
- «Кармен» Жоржа Бизе — Микаэла
- «Свадьба Фигаро» Вольфганга Моцарта — Графиня
- «Летучий голландец» Рихарда Вагнера — Сента
- «Лоэнгрин» Рихарда Вагнера — Эльза
- «Галька» Станислава Монюшко — Галька
- «В бурю» Тихона Хренникова — Наталья
- «Легенда о любви» Витаутаса Баркаускаса — Повелительница
- «Повстанцы» Юлюса Юзелюнаса — Катряле
- «Аве Вита» Витаутаса Кловы — Юсте
- «Пиленай» Витаутаса Кловы — Эгле

## Фильмография
- 1983 — Замок герцога Синяя Борода / Hercogo Mėlynbarzdžio pilis — Юдита (фильм-спектакль)

## Награды
- 1980 — Народная артистка Литовской ССР